# Другие потери
«Другие потери» — книга канадского писателя Джеймса Бака, в которой он утверждает, что американский генерал Эйзенхауэр намеренно привёл к смерти от голода и болезней более миллиона немецких военнопленных, захваченных американскими войсками после Второй мировой войны. Немецкие солдаты были названы «Обезоруженными вражескими силами» (Disarmed  Enemy Forces) для того, чтобы вывести их из-под действия Женевской конвенции о правах военнопленных и довести их до смерти от голода и болезней. В книге также утверждается, что солдаты являлись объектом геноцида и к ним не допускались врачи из «Красного креста», солдаты содержались под открытым небом.
Вокруг этой книги развернулась дискуссия. Некоторые историки, например Стивен Амброз, считают книгу неточной. Другие историки, например военный историк полковник Эрнест Фишер, считают, что факты, приведённые в книге, правдивы.

## Название книги
Название «Другие потери» происходит от названия графы отчёта армии США о потерях среди немецких военнопленных от голода и болезней. В книге утверждается, что полковник Филипп Лаубен, руководитель немецкого SHAEF (Верховного главнокомандования экспедиционных сил), подтвердил, что графа «прочие потери» означает умерших и сбежавших, причём по его словам побеги были единичные. Бак отвергает претензии своих оппонентов, что пленные могут быть переведены в другие лагеря и отпущены, так как эти люди перечисляются в других строках таблицы. Кроме того, не существует отдельной строки, где были бы перечислены умершие заключённые.
В историческом отчёте о действиях американской армии, опубликованном в 1947 году и описывающем события, связанные с пленными, ничего не говорится об освобождении заключённых без официального приказа. Кроме того, Бак цитирует приказы Эйзенхауэра о том, что все пленные должны содержаться в лагерях.

## Обезоруженные силы противника
Для того чтобы обойти требования Женевских конвенций по обращению с военнопленными, Эйзенхауэр предложил учредить новый класс пленных — «Обезоруженные силы противника», с которыми можно было бы обращаться, не соблюдая требования[нужна атрибуция мнения].
Бек утверждает, что вопреки приказам начальства Эйзенхауэр, захватив после окончания войны более 2 миллионов немцев, назвал их не военнопленными, а обезоруженными силами противника. Миллион немцев не были убиты на Восточном фронте, а скорее всего умерли от голода и болезней в лагерях смерти Rheinwiesenlager, которые организовали американские и французские войска. В книге цитируется приказ Эйзенхауэра о том, что немцы несут полную ответственность за питание и здоровье людей в лагерях, но затем запретил оказывать какую-либо помощь умирающим людям.
Стандарты, установленные Женевской конвенцией, в большинстве случаев полностью игнорировались американцами и французами в связи с лечением немецких военнопленных. Лагеря были просто в открытых полях, окружённые колючей проволокой. Немецкие военнопленные были лишены достаточного количества продовольствия и воды и вынуждены были спать в углублениях, которые рыли голыми руками. Американцы запрещали местным жителям приносить заключённым пищу под угрозой быть застреленными.
Только осенью 1945 года Красный Крест получил разрешение направить свои делегации для посещения лагеря во французской и британской зонах оккупации, а также выделения сумм для облегчения существования пленных.

## Количество погибших
В книге утверждается, что около миллиона немецких военнопленных умерло, находясь в руках американских и французских войск. «Несомненно, насчитывается более 800 тысяч, вероятно более 900 тысяч и, вполне вероятно, более 1 000 000 человек, кто умер в американском плену. Их смерть была сознательно вызвана американскими офицерами, которые имели все возможности и ресурсы для того, чтобы спасти их».
В книге содержатся цитаты из американских медицинских отчетов, гласящих, что смертность среди заключённых равна 30 %. А также цитату из доклада немецкого Красного Креста, где сказано, что более 1,5 миллиона немцев числятся пропавшими без вести. Около 15 % смертей в лагерях США были от голода и обезвоживания, а также большинство смертей были вызваны дизентерией, пневмонией, сепсисом как результатом антисанитарных условий и отсутствия медикаментов. Также США решили сдать сто тысяч немецких военнопленных в Советский Союз в мае 1945 года как "жест дружбы".
Согласно официальным русским источникам, около 45000 немецких военнопленных умерло в советских лагерях труда от суровых условий содержания, избиений и голода во время Второй мировой войны и в последующие годы. Судьба других 44000, пропавших без вести в Советском Союзе, остаётся неясной. Вероятно, они были убиты на месте, и поэтому не считаются военнопленными. Официально около 77 000 немецких военнопленных умерло в Западных приобретениях Советского Союза. Согласно отчёту Красного Креста Германии, дело с трассировкой пленников и окончательная судьба 1300000 немецких военнопленных до сих пор неизвестна, и они официально числятся пропавшими без вести.
Окончательно вопрос решен быть не может, так как все анкеты на пленных немцев были уничтожены военным архивом США в октябре 1945. Когда в 1991 КГБ СССР открыл архивы, все цифры количества и смертности солдат Вермахта в советском плену подтвердились.
Историк Нил Фергюсон приводит статистические данные смертности военнопленных:
|                                           | Процент погибших военнопленных |
| ----------------------------------------- | ------------------------------ |
| Советские военнопленные в Германии        | 57.5%                          |
| Немецкие военнопленные в СССР             | 35.8%                          |
| Американские военнопленные в Японии       | 33.0%                          |
| Немецкие военнопленные в Восточной Европе | 32.9%                          |
| Британские военнопленные в Японии         | 24.8%                          |
| Британские военнопленные в Германии       | 3.5%                           |
| Немецкие военнопленные во Франции         | 2.58%                          |
| Немецкие военнопленные в США              | 0.15%                          |
| Немецкие военнопленные в Великобритании   | 0.03%                          |